# Deadheading (aeronautică)

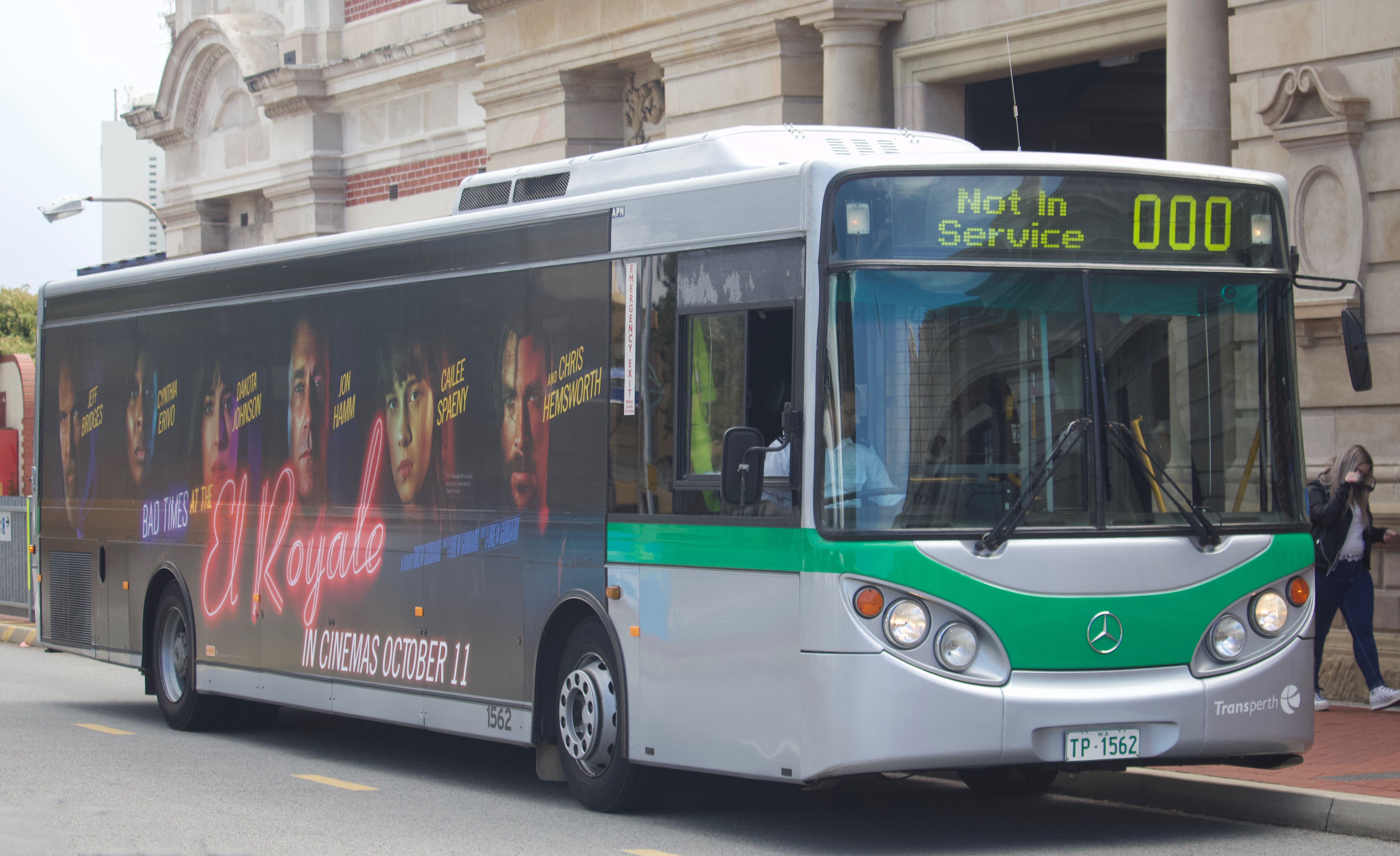
Un autobuz Transperth la terminarea cursei; prin urmare, la destinație scrie Se retrage la garaj 000.

Deadheading este un termen în engleza americană care se referă la acel moment când un mijloc de transport public funcționează fără acceptare de pasageri, cum este cazul  când vine de la un garaj, depou sau hangar, pentru a începe prima sa cursă pe ziua respectivă. În acest caz, vehiculul face deadheading.
Termeni similari există în Marea Britanie incluzând cursa ECS (Empty coaching stock)  sau DIT (Dead in tow).
Termenul de deadheading, de asemenea, se aplică la practica unor transportatori de a permite angajaților de a utiliza un vehicul ca pasageri non-profit. De exemplu, o companie aeriană poate trimite un pilot care locuiește în New York să zboare de la Denver la Los Angeles, caz în care pilotul poate urca pur și simplu în orice avion spre Denver, fie purtând uniforma companiei, fie prezentând un act de identitate, fără a cumpăra bilet. 
1. ↑  Cashmore, Pete (11 august 2014). „Can't afford to fly in a luxury jet? How empty-legs deals make it possible”. the Guardian.